# Het gespuis
Het gespuis is een sprookje dat werd opgetekend door de gebroeders Grimm voor Kinder- und Hausmärchen. De originele naam is Das Lumpengesindel en het sprookje kreeg als volgnummer KHM10.

## Het verhaal
Haantje vertelt hennetje dat het de tijd is dat de noten rijpen en stelt voor om samen naar de berg te gaan om hun buik vol te eten, voordat de eekhoorn ze weghaalt. Het is een heldere dag en ze blijven tot de avond, ze willen niet teruglopen en haantje moet een wagentje bouwen van notendoppen. Hennetje gaat er in zitten en wil dat haantje zich er voor spant, maar hij loopt nog liever naar huis dan zich er voor te laten spannen. Hij wil wel als koetsier op de bok en ze kibbelen als er een eend komt aangelopen. Die beschuldigt het echtpaar van diefstal en hij stormt met opengesperde snavel op haantje af. Maar haantje vecht terug met zijn sporen en de eend smeekt om genade en laat zich voor de wagen spannen.
Na een tijdje komen ze twee voetgangers tegen, een speld en een naald. Ze vragen te stoppen en zeggen dat het bijna donker is en ze dan niet meer verder kunnen, bovendien is de weg erg smerig. Ze willen meerijden en komen terug van de kleermakersherberg bij de poort, waar ze te lang zijn gebleven om bier te drinken. De magere jongens zullen niet veel plaats innemen en daarom laat haantje ze instappen, maar ze mogen hem en hennetje niet op de tenen trappen.
’s Avonds komen ze bij een herberg en omdat eendje van links naar rechts waggelt en het te donker is, nemen ze daar hun intrek. De waard zegt eerst dat zijn huis al vol is, waarschijnlijk vindt hij het gezelschap niet voornaam genoeg. Maar hij mag het ei hebben dat hennetje onderweg heeft gelegd en ook de eend mag hij houden, die legt elke dag een ei. Vroeg in de morgen maakt haantje hennetje wakker en ze nemen het ei en pikken dit open, samen eten ze dit op. Ze gooien de schillen in de haard en prikken de naald in het stoelkussen van de waard. De speld steken ze in zijn handdoek en ze vliegen dan weg over de hei. De eend is buiten blijven slapen en hoort hen wegsnorren.
De eend staat op, vindt een beek en zwemt met de stroom mee, dit gaat veel sneller dan voor de wagen. Na een uur komt de waard uit de veren en hij wast zich, als hij zich afdroogt krast de speld over zijn gezicht en maakt een rode streep van oor tot oor. Hij gaat naar de keuken om pijp te roken, maar als hij bij de haard komt raken de eierschalen zijn ogen. Dan laat hij zich in zijn leunstoel vallen, maar hij schiet weer omhoog want de naald heeft hem nog erger geprikt. Hij verdenkt de gasten die zo laat aan zijn gekomen, hij gaat op zoek en ontdekt dat ze weg zijn. Hij zweert dat hij nooit weer gespuis zal binnenlaten dat veel verteert, niets betaalt en als dank nog streken met je uithaalt.

## Achtergronden
- Het sprookje komt uit Paderborn.
- Avonturen van een groep dieren worden ook beschreven in Van het muisje, het vogeltje en de braadworst (KHM23), De Bremer straatmuzikanten (KHM27), Meneer Korbes (KHM41), De dood van het hennetje (KHM80) en De broodkruimels op de tafel (KHM190).
- In dit sprookje zijn, naast mensen en dieren, planten en levenloze dingen personages. Dit komt ook voor in Strohalm, kooltje vuur en boontje (KHM18), Van het muisje, het vogeltje en de braadworst (KHM23), Meneer Korbes (KHM41) en De peetoom (KHM42).